# Monterey (Tennessee)
Monterey é uma cidade  localizada no estado norte-americano de Tennessee, no Condado de Putnam.

## Demografia
Segundo o censo norte-americano de 2000, a sua população era de 2717 habitantes.
Em 2006, foi estimada uma população de 2838, um aumento de 121 (4.5%).

## Geografia
De acordo com o United States Census Bureau tem uma área de
7,6 km², dos quais 7,6 km² cobertos por terra e 0,0 km² cobertos por água. Monterey localiza-se a aproximadamente 409 m acima do nível do mar.

## Localidades na vizinhança
O diagrama seguinte representa as localidades num raio de 32 km ao redor de Monterey.